# Phenomenon
Phenomenon je treći studijski album britanskog rock sastava UFO. Diskografska kuća Chrysalis Records objavila ga je u svibnju 1974. godine.

## O albumu
Phenomenon je prvi uradak skupine koji je objavio Chrysalis. Sastav je uglavnom napustio žanr space rocka utemeljen na bluesu, djelomično zbog toga što mu se pridružio novi gitarist, Michael Schenker. Producent albuma je Leo Lyons, basist britanske rock grupe Ten Years After. Sve su pjesme snimljene u studiju Morgan Studios u Londonu. Izvornu naslovnicu i fotografije izradio je Hipgnosis.
Remasteriran je u studiju Sound Recording Technology u Cambridgeu 1994. godine.

## Utjecaj
Britanski heavy metal sastav Iron Maiden obradio je pjesmu "Doctor Doctor" kad je njegov pjevač bio Blaze Bayley. Ta se obrada pojavila na singlu "Lord of the Flies" i box setu Eddie's Archive u kolekciji "Best of the B-Sides". Iron Maiden uglavnom se koristi koncertnom inačicom pjesme koju izvodi UFO i reproducira ju služeći se razglasnim sustavom kako bi publici dao do znanja da će uskoro stupiti na pozornicu.

## Popis pjesama
| 1. | »Too Young to Know« | Pete Way, Phil Mogg    | 3:10 |
| 2. | »Crystal Light«     | Michael Schenker, Mogg | 3:47 |
| 3. | »Doctor Doctor«     | Schenker, Mogg         | 4:10 |
| 4. | »Space Child«       | Schenker, Mogg         | 4:01 |
| 5. | »Rock Bottom«       | Schenker, Mogg         | 6:32 |

| Strana B | Strana B                         | Strana B                         | Strana B | Strana B | Strana B | Strana B | Strana B | Strana B | Strana B |
| Br.      | Skladba                          | Autor                            | Trajanje |          |          |          |          |          |          |
| -------- | -------------------------------- | -------------------------------- | -------- | -------- | -------- | -------- | -------- | -------- | -------- |
| 6.       | »Oh My«                          | Schenker, Mogg, Way, Andy Parker | 2:28     |          |          |          |          |          |          |
| 7.       | »Time on My Hands«               | Schenker, Mogg                   | 4:10     |          |          |          |          |          |          |
| 8.       | »Built for Comfort«              | Willie Dixon                     | 3:01     |          |          |          |          |          |          |
| 9.       | »Lipstick Traces« (instrumental) | Schenker                         | 2:20     |          |          |          |          |          |          |
| 10.      | »Queen of the Deep«              | Schenker, Mogg                   | 5:49     |          |          |          |          |          |          |
| 39:06    |                                  |                                  |          |          |          |          |          |          |          |

## Recenzije
Eduardo Rivadavia, glazbeni recenzent s mrežnog mjesta AllMusic, uratku je dao tri zvjezdice od njih pet i izjavio je: "Kad je došao Schenker, zvuk grupe primio je injekciju stava koja mu je bila prijeko potrebna, zbog čega se okrenula engleskom stilu hard rocka koji je skupinu učinio poznatom. Međutim, to ne znači da njihova prva suradnja, Phenomenon, bio pun pogodak. Zapravo je suprotno – čini se da se sastav pomalo bojao dati potpunu slobodu Schenkerovom agresivnijem stilu, zbog čega je dovoljno zauzdao gitarskog heroja u cvatu da oslabi učinak obećavajućih pjesama kao što su "Oh My and "Too Young to Know"." Zaključio je: "U konačnici, Phenomenon se dovoljno dobro drži, ali samo nagovještava što ima doći."
Mrežno mjesto Sputnikmusic dalo mu je četiri boda od njih pet; recenzent je napisao: "Prije je zvuk [UFO-a] bio pomalo prostran i podsjećao na blues, ali ovdje, na Phenomenonu, čisti je heavy metal. Gitarske dionice Michaela Schenkera doista pomažu UFO-u svojim odličnim melodijama, koje pak te pjesme pretvaraju u uspješnice." Zaključio je: "Uglavnom, ovo je odličan album i zavređuje biti u zbirci svih obožavatelja ranog heavy metala. Iako ima nekoliko mana, zbog izvrsnosti nekoliko pjesama lako ih je zanemariti."

## Zasluge
| UFO - Phil Mogg – vokali - Andy Parker – bubnjevi - Pete Way – bas-gitara - Michael Schenker – gitara | Ostalo osoblje - Leo Lyons – produkcija - Mick Boback – tonska obrada - Hipgnosis – naslovnica, fotografija - Richard Evans – grafika - Maurice Tate – nijansiranje |